# Różan
Różan is een stad in het Poolse woiwodschap Mazovië, gelegen in de powiat Makowski. De oppervlakte bedraagt 6,67 km², het inwonertal 2697 (2005).

## Verkeer en vervoer
- Station Różan